# Mazzano
Pour les articles homonymes, voir Mazzano (homonymie).
Mazzano est une commune italienne d'environ 11 700 habitants située dans la province de Brescia dans la région Lombardie dans le nord de l'Italie.

## Monuments et patrimoine
- Fondation Giacomini Meo Fiorot, musée Mazzuccheli.

## Administration
| Période                                  | Période | Identité           | Étiquette     | Qualité |
| ---------------------------------------- | ------- | ------------------ | ------------- | ------- |
| 1945                                     | 1946    | Egidio Chiarini    | CLN           |         |
| 1946                                     | 1965    | Egidio Chiarini    | DC            |         |
| 1965                                     | 1975    | Antonio Despalj    | DC            |         |
| 1975                                     | 1995    | Luigi Elisetti     | DC            |         |
| 1995                                     | 2004    | Fulvio Bottarelli  | FI            |         |
| 2004                                     | 2009    | Luigi Elisetti     | DS            |         |
| 2009                                     | 2014    | Maurizio Franzoni  | LN            |         |
| 2014                                     | 2019    | Maurizio Franzoni  | FI            |         |
| 2019                                     | 2024    | Fabbio Zotti       | FdI           |         |
| 2024                                     |         | Ferdinando Facchin | Liste civique |         |
| Les données manquantes sont à compléter. |         |                    |               |         |

### Hameaux
Ciliverghe, Mazzano, Molinetto

### Communes limitrophes
Bedizzole, Calcinato, Castenedolo, Nuvolera, Rezzato

## Jumelages
Saint-Germain-des-Fossés (F)
- http://www.ville-saint-germain.com/
La municipalité de Mazzano est jumelée avec la ville française de Saint-Germain-des-Fossés, située dans l’Allier (Auvergne), à dix kilomètres de Vichy. Le serment de fraternité qui a sanctionné la formalisation du jumelage a eu lieu en octobre 2002 à Saint-Germain-des-Fossés et le 25 avril 2003 à Mazzano .
Depuis 2010, l'administration municipale, dirigée par le maire Maurizio Franzoni, n'a plus envisagé de poursuivre ses relations avec le citoyen français sans confirmation de la commission municipale de jumelage.
Les relations pourraient être rétablies en 2025, après qu'une délégation de la municipalité de Mazzano et de la française se soit rencontrée à Chambéry en mars 2025.